# Необычный цыплёнок
Необычный цыплёнок (англ. Chicken in the Rough) — мультипликационный короткометражный мультфильм про Чипа и Дейла, созданный Walt Disney Productions для RKO Radio Pictures, выпущенный в 1951 г.

## Сюжет
Чип и Дэйл бродят по ферме в поисках желудей. Дейл принимает яйцо за орех, но из него вылупляется новорожденный цыпленок. К ним приходит петух и принимает его за одного из своих цыплят.

## Озвучивание
- Десси Флинн — Дейл
- Джеймс Макдональд — Чип
- Флоренс Гилл — Курица

## Создатели
- Режиссер: Джек Ханна
- Сценаристы: Ник Джордж, Билл Берг
- Продюсер: Уолт Дисней
- Композитор: Джозеф Дубин
- Визуальные эффекты: Джордж Роули
- Аниматоры: Боб Карлсон, Йель Грейси, Рэй Хаффин, Билл Джастис, Джадж Уайтакер

## Релиз
- США — 19 января 1951
- Дания — 14 ноября 1953

### Телевидение
- Walt Disney Presents — Эпизод #5.20
- Good Morning, Mickey — Эпизод #47
- The Ink and Paint Club — Эпизод #1.48

### Домашнее видео

#### VHS
- The Adventures of Chip 'n' Dale
- A Tale of Two Chipmunks

#### DVD
- Walt Disney’s Classic Cartoon Favorites — Volume 4
- Chip 'n' Dale Volume 1: Here Comes Trouble

## Название
- Оригинальное название — Chicken in the Rough
- Дания — Ballade i hønsegården / Chip og Chap i hønsegården
- СССР (Русское название) — Необычный цыплёнок
- Финляндия — Kananpojan hankaluudet / Kananpoika pinteessä
- Франция — Drôle de poussin
- Швеция — En ovanlig kyckling / Piff och Puff i hönsgården / Skandal i hönsgården

## Прочее
- 1959 — Великолепный мир цвета
  - «The Adventures of Chip 'n' Dale»
- 1998 — Ink & Paint Club
  - «The Return of Chip 'N Dale»